# Иванова, Татьяна Аполлоновна
Татья́на Аполло́новна Ивано́ва (1 декабря 1917 — 13 декабря 2011) — российский лингвист-славист, историк русского языка, специалист в области славянской письменности и старославянского языка, преподаватель филологического факультета СПбГУ в 1948—1992 годах. Кандидат филологических наук, доцент кафедры русского языка.
По её словам, на выбор профессии в значительной степени повлиял её школьный учитель по русскому языку и русской литературе Семён Абрамович Гуревич.
В аспирантуре научными руководителями Татьяны Ивановой были известные лингвисты Виктор Владимирович Виноградов и Афанасий Матвеевич Селищев.
Более 60 лет преподавала на филологическом факультете СПбГУ и воспитала несколько поколений филологов-славистов. Учебник старославянского языка Т. А. Ивановой переиздавался несколько раз.
Автор 80 научных трудов, после прекращения преподавания на кафедре продолжила научную деятельность.

## Монографии
- Иванова Т. А. Старославянский язык: Учебник. — 1977, 1998, 2001, 2005
- Иванова Т. А. Избранные труды / Под ред. С. А. Авериной. — СПб.: Филологический факультет СПбГУ, 2004. ISBN 5-8465-0125-7